# 林景楠
林景楠（英語：Mike Lam King Nam；1988年10月5日—），香港商人，阿布泰國生活百貨創辦人，曾任海關關員，於2020年3月初表明有意參選2020年立法會選舉進出口界功能界別，不過其後於6月中在社交媒體發文正式宣佈，將會參選2020年立法會選舉新界東直選，並參加2020年香港立法會選舉民主派初選。

## 早年經歷

### 因光復沙田期間言論被海關解僱
2015年2月，林景楠途經「光復沙田」（反對一簽多行等政策）示威現場及接受電視台訪問，表達自己對一簽多行與政府有不同看法，結果被激進建制派起底，後即被調離客運檢查崗位；至同年10月，更被海關解僱。其後林於九龍城與太太租下約70呎小店，開展零售業務，買賣泰國生活雜貨，後來正式命名為阿布泰國生活百貨。

### 2019冠狀病毒病疫情期間表現
2020年1月武漢爆發疫情，迅速蔓延至香港。阿布泰國生活百貨取得由泰國購入的一批醫療口罩，因數量有限，決定讓醫管局前線人員、邊境管制站的紀律部隊人員包括海關、入境處及衞生署職員，在出示工作證件或委任證後可以實名登記後，優先購買口罩。結果當天阿布泰國生活百貨的14間門市均出現過千名市民排隊。多個醫護人員購得口罩後在網上公開向林致謝。不過，其做法引起部分親建制派網民不滿，聲稱該店「違反《防止賄賂條例》第3條」，向醫護人員及海關等提供優先購買口罩的權利。至同年2月因應香港確診肺炎個案上升，於青衣城以每個港幣1元的價錢開售口罩。鑽石山分店因為排隊購買口罩人數眾多，林親自到場協助，結果於口罩售罄時被現場撲空的市民圍堵指罵，林向落空的市民表示自己已盡全力搜羅進口口罩，但能力有限，向市民鞠躬道歉。

### 2020年立法會選舉
林景楠曾於2020年3月初表明有意參選2020年立法會選舉進出口界功能界別，不過其後於6月中在社交媒體發文正式宣佈，將會參選2020年立法會選舉新界東直選，並參加2020年香港立法會選舉民主派初選。2020年7月，林提名期截止後才報名參選新界東選區，經諮詢兩位協調人及獲得該區四份之三參選人/團隊的不反對/同意下，有關提名獲酌情接納處理。最後初選結果取得5,350票。而最後林也報名了參選進出口界別。

### 涉違《港區國安法》被捕
2021年1月6日上午十時，林景楠因涉嫌違反《港區國安法》中「顛覆國家政權罪」的罪名被警方國安處人員拘捕，有指與林曾參與2020年立法會選舉民主派初選有關，於2023年1月認罪，2024年11月被判囚62個月。
被捕後，林景楠超過一年半的時間沒有在任何平台曝光，在2022年8月於網上平台引述中國共產黨總書記習近平7月1日訪港時講話，提及「必須全面貫徹『一國兩制』方針，必須落實『愛國者治港』，避免接觸港獨思想」等，其後在翌年1月1日在Facebook上傳與財政司司長陳茂波的合照，形容香港是法治社會，並指要「說好香港故事」。
2023年3月22日，林景楠於Facebook上傳一張照片，聲明「香港不能亂，也亂不起」，提及「阿布泰與黃色經濟圈不再有任何關係，會繼續服務香港，說好香港故事，為香港、為國家出一分力」。

## 家庭
林景楠2015年和太太Bowie Kanokwon結婚，誕下長女。2020年次女出生。

## 外部連結
- 林景楠 MIKE LAM Facebook專頁
- 阿布泰國生活百貨Facebook專頁（页面存档备份，存于）
- AbouThai 阿布泰國生活百貨網頁（页面存档备份，存于）